# 奧氏骨尾魚
奧氏骨尾魚（学名：Gila orcuttii）为輻鰭魚綱鯉形目雅羅魚科的其中一種，被IUCN列為易危保育類動物，分布於北美洲美國南加州聖塔克萊拉、聖路伊斯與聖瑪格麗塔島河流域，本魚體形粗短，尾柄長，眼大，體上部橄欖綠色，下半部銀白色，體側通常有一條暗灰色帶，背鰭有8條鰭條，圓形臀鰭有7條。雄性的鰭比雌性大，在繁殖季節，胸鰭上表面有成片的繁殖結節，體長可達40公分，棲息在小溪或河川源頭具沙底質的水域，屬雜食性，以藻類、昆蟲及甲殼類為食。